# Нури Сойлиу
Нури Сойлиу (на албански: Nuri Sojliu) е албански политик и общественик.

## Биография
Нури Сойлиу е роден през 1870 година в град Струга, тогава в Османската империя. Участва като делегат на Събранието във Вльора и подписва Декларацията за независимост на Албания на 28 ноември 1912 година. Умира в 1940 година.